# Grand Prix Itálie 1973
Grand Prix Itálie 1973 (oficiálně 44o Gran Premio d'Italia) se jela na okruhu Autodromo Nazionale Monza v Monze v Itálii dne 9. září 1973. Závod byl třináctým v pořadí v sezóně 1973 šampionátu Formule 1.

## Závod
| Poř.   | No. | Jezdec               | Konstruktér       | Počet kol | Čas/Odstoupení    | Pořadí na startu | Body |
| ------ | --- | -------------------- | ----------------- | --------- | ----------------- | ---------------- | ---- |
| 1      | 2   | Ronnie Peterson      | Lotus-Ford        | 55        | 1:29:17.0         | 1                | 9    |
| 2      | 1   | Emerson Fittipaldi   | Lotus-Ford        | 55        | + 0.8             | 4                | 6    |
| 3      | 8   | Peter Revson         | McLaren-Ford      | 55        | + 28.8            | 2                | 4    |
| 4      | 5   | Jackie Stewart       | Tyrrell-Ford      | 55        | + 33.2            | 6                | 3    |
| 5      | 6   | François Cevert      | Tyrrell-Ford      | 55        | + 46.2            | 11               | 2    |
| 6      | 10  | Carlos Reutemann     | Brabham-Ford      | 55        | + 59.8            | 10               | 1    |
| 7      | 23  | Mike Hailwood        | Surtees-Ford      | 55        | + 1:28.7          | 8                |      |
| 8      | 3   | Jacky Ickx           | Ferrari           | 54        | + 1 kolo          | 14               |      |
| 9      | 29  | David Purley         | March-Ford        | 54        | + 1 kolo          | 24               |      |
| 10     | 16  | George Follmer       | Shadow-Ford       | 54        | + 1 kolo          | 21               |      |
| 11     | 17  | Jackie Oliver        | Shadow-Ford       | 54        | + 1 kolo          | 19               |      |
| 12     | 9   | Rolf Stommelen       | Brabham-Ford      | 54        | + 1 kolo          | 9                |      |
| 13     | 20  | Jean-Pierre Beltoise | BRM               | 54        | + 1 kolo          | 13               |      |
| 14     | 12  | Graham Hill          | Shadow-Ford       | 54        | + 1 kolo          | 22               |      |
| 15     | 7   | Denny Hulme          | McLaren-Ford      | 53        | + 2 kola          | 3                |      |
| NC     | 25  | Howden Ganley        | Iso-Marlboro-Ford | 44        | + 11 kol          | 20               |      |
| Ret    | 15  | Mike Beuttler        | March-Ford        | 34        | Převodovka        | 12               |      |
| Ret    | 21  | Niki Lauda           | BRM               | 33        | Nehoda            | 15               |      |
| Ret    | 19  | Clay Regazzoni       | BRM               | 30        | Zapalování        | 18               |      |
| Ret    | 24  | Carlos Pace          | Surtees-Ford      | 17        | Pneumatika        | 5                |      |
| Ret    | 26  | Gijs van Lennep      | Iso-Marlboro-Ford | 14        | Přehřátí          | 23               |      |
| Ret    | 28  | Rikky von Opel       | Ensign-Ford       | 10        | Přehřátí          | 17               |      |
| Ret    | 11  | Wilson Fittipaldi    | Brabham-Ford      | 6         | Brzdy             | 16               |      |
| Ret    | 4   | Arturo Merzario      | Ferrari           | 2         | Zavěšení          | 7                |      |
| DNS    | 27  | James Hunt           | March-Ford        |           | Nehoda v tréninku |                  |      |
| Zdroj: |     |                      |                   |           |                   |                  |      |

## Průběžné pořadí po závodě
Pohár jezdců
|        | Pořadí | Jezdec             | Body |
| ------ | ------ | ------------------ | ---- |
|        | 1      | Jackie Stewart     | 69   |
| 1      | 2      | Emerson Fittipaldi | 48   |
| 1      | 3      | François Cevert    | 47   |
|        | 4      | Ronnie Peterson    | 43   |
|        | 5      | Peter Revson       | 27   |
| Zdroj: |        |                    |      |

Pohár konstruktérů
|        | Pořadí | Konstruktér  | Body    |
| ------ | ------ | ------------ | ------- |
|        | 1      | Tyrrell-Ford | 80 (84) |
|        | 2      | Lotus-Ford   | 77 (81) |
|        | 3      | McLaren-Ford | 46      |
|        | 4      | Brabham-Ford | 18      |
|        | 5      | Ferrari      | 12      |
| Zdroj: |        |              |         |